# In Memoriam A.H.H.
In Memoriam A.H.H. es un largo poema elegíaco escrito por Alfred Tennyson en conmemoración de su amigo Arthur Henry Hallam, muerto en 1833. El poema se publicó en 1850 y está considerada una de las mejores obras de Tennyson.

## Estructura del poema
In Memoriam está compuesto de 131 cantos (además del prólogo y el epílogo), cada uno de los cuales contiene a su vez varias estrofas de cuatro versos con un esquema de rima ABBA; los versos son tetrámetros yámbicos (verso de cuatro pies de yambo).
Según el propio Tennyson, el poema está organizado en torno a tres celebraciones de la Navidad; Bradley y Johnson apuntan a la presencia de las siguientes estructuras:
1. Desesperación:  Sentimiento descontrolado (cantos 1 al 27)
2. Duda:  La mente controla al sentimiento (cantos 28 al 77)
3. Esperanza:  El espíritu controla la mente (cantos 78 al 102)
4. Fe:  Armonía del espíritu y el sentimiento (cantos 103 al 131)

Estas cuatro partes están relacionadas con la teoría poética de Tennyson:
1. Poesía como liberación de las emociones
2. Poesía como liberación del pensamiento
3. Poesía como autorrealización
4. Poesía como misión (o profecía)

El poeta también reconoce que existen nueve grupos de cantos que se estructuran de manera natural, a saber: 1-8, 9-20, 21-27, 28-44, 45-58, 59-71, 72-93, 94-103, 104-131. Hay cantos pareados, como el 2 y el 39 o el 7 y el 119, si se tiene en cuenta la repetición de imágenes, metáforas y paradigmas (mano, puerta, barco, sueño, etc.)

## Estilo y género
Tennyson retoma la elegía tradicional y la mezcla con otros géneros, como la lírica, la épica, las visiones oníricas, las meditaciones paisajísticas, los monólogos dramáticos, etc. Mediante alusiones a elegías pastorales, Tennyson se alinea con sus predecesores (véase el Lycidas de Milton o el Adonais de Shelley), al mismo tiempo que los desafía con una forma y un método totalmente nuevos.
El estilo de In Memoriam muestra la combinación de lo tradicional y lo radicalmente no tradicional en Tennyson, pues a diferencia de sus predecesores el poema varía de una sección a otra utilizando todo un abanico de géneros. En consecuencia, algunos de los cantos emplean un estilo corriente y una dicción cotidiana, mientras que en otras, herederas de Spenser y Keats, enfatiza el lenguaje exquisito y sensual. Tennyson hace un uso virtuoso de las estrofas, empleándolas en frases largas unas veces, y otras veces en sentencias fragmentadas, de modo que algunas secciones llegan a parecer sonetos por el estilo y la dicción, mientras que otras se aproximan a las églogas y a los diálogos.

## Temas

### Amor y pena
En el poema se examina la fe religiosa y la duda, se cuestiona la importancia del hombre, de la inmortalidad y de la propia poesía. Se trata de una exteriorización de la pena de Tennyson por la muerte de su mejor amigo. A lo largo de todo el poema -sobre todo en las primeras secciones- utiliza la metáfora de la viudedad para ilustrar la profundidad de su dolor. El uso que hace del 'Yo' lírico en esas secciones pone en cuestión sus intenciones, así como su verdadera relación con Hallam (que estaba comprometido con la hermana de Tennyson); el sentimiento de pérdida en esta parte es intensamente físico: un corazón que late, las manos entrelazadas, lágrimas. El contraste entre lo físico de la pena en algunos cantos y las cuestiones más abstractas de religión llevan al lector a preguntarse no solo por la naturaleza de la pena, sino por la naturaleza del amor.

Tears of the widower, when he sees...

Her place is empty, fall like these

Which weep for ever new,

A void where heart on heart reposed:

And, where warm hands have prest and closed.

Silence, till I be silent too.

Which weep the comrade of my choice

An awful thought, a life removed,
 
The human-hearted man I loved,
 
A Spirit, not a breathing voice.
[13, 1-12]

### Lo espiritual y lo material
La estructura de esta elegía épica expone al lector la evolución de los sentimientos y actitudes del poeta a lo largo del tiempo, que discurre en paralelo al despliegue de los versos. Como el poema supuestamente retrata los sentimientos del hablante en el momento en que está escribiendo las estrofas, hay muchas contradicciones de pensamiento y creencias a lo largo de toda la obra, lo que revela el carácter mudable de la naturaleza humana. El ejemplo más significativo es la actitud del autor hacia la vida eterna; es decir, su escepticismo inicial hacia la inmortalidad y la espiritualidad se transforma, conforme su pena disminuye con el tiempo, y le permite redescubrir la importancia de combinar el mundo material con el espiritual.